# Цена
Цена е паричният израз на стойността на дадена стока или услуга. Тя се определя от търсенето и предлагането на пазара. Някои от факторите, които влияят на ценообразуването, са конкуренция, загуби, печалби и намесата на правителството.
По отношение на маркетинга ценообразуването е от решаващо значение за маркетинговата стратегия поради две причини:
1. цената трябва да възстанови разходите и да даде печалба;
2. цената трябва да е такава, че клиентите да са готови да я платят.

Предпоставките при вземане на ценови решения са много, факторите, които им влияят – също. Общата политика на компанията и маркетинговата стратегия трябва да са добре съгласувани.

## Видове цени
Съществуват четири вида цени – рентабилна, цена на възможен избор, психологическа и пазарна.
- Рентабилна цена (Economic price)

Това е цената, на която е рентабилно да се произвежда или доставя даден продукт или услуга. Под тази цена продажбите на продукта на пазара стават неизгодни. Разбирането за рентабилна цена не трябва да се бърка с икономическото разбиране за цената като функция на търсенето и предлагането, което означава, че когато цената расте – търсенето намалява и обратно. Всичко зависи от вида на продукта.
- Цена на възможен избор (Opportunity price)

Тя наподобява разходите по избор (opportunity costs) и се отнася за продукти, които не служат да задоволяват основни потребности. Цената може да определи за кой продукт, обикновено луксозна стока, потребителят е склонен да пожертва определена сума. Най-общо казано, цената на възможния избор се отнася до конкуренция между сравнително скъпи продукти: например, избор между закупуването на лека кола и семейна ваканция в чужбина, които са приблизително на еднаква цена. Затова, в борбата за „излишните“ пари на клиент, автомобилопроизводителите и фирмите туроператори предлагат конкурентни цени. За по-бедните изборът може да е между бирата и цигарите.
- Психологическа цена

Психологическата цена се проявява в два аспекта. От една страна, отчита се чисто външният ефект на играта с цифрите върху етикетите на стоките – за някои потребители цена от 5,90 лева може да звучи доста по-приемливо и ниско от цена от 6,00 лева. Другият аспект на психологическите цени е свързан със схващането за цената като измерител на потребителната стойност. Много потребители са склонни да плащат по-висока цена, защото предполагат, че тя отговаря на по-високо качество, и обратно – ниската цена за тях е сигнал за ниско качество.
- Пазарна цена (Market price)

Това е стандартната цена, която човек очаква да плати за една стока. Ако цената е по-висока, ще изглежда като надвземане, ако е по-ниска, стоката ще се възприема с подозрение. Определянето на такава цена, каквато хората очакват да платят за дадена стока, е много съществен момент. Когато цената на една стока се увеличи, това обикновено се съпътства с намаляване на търсенето.

## Видове ценови стратегии
Влияние върху цените оказват различни условия и допълнителни разходи, каквито са например разходите по доставката. Съществуват пет вида ценови стратегии:
- Недискриминационна цена (Non-discriminatory price) – при нея към фабрично заводската цена се прибавят разходите за доставката, в зависимост от разстоянието на фабриката до потребителя. Разходите за доставка също така да се основават на вътрешните или международните пощенски / превозвачески тарифи.
- Единна цена на доставка (Uniform delivery price) – при нея транспортните или доставни разходи са осреднени, така че навсякъде цената е еднаква.
- Дискриминационна специална цена – за такава цена се говори, когато нормалната конкурентна ситуация се смени с монополна – например в един голям хотел по правило за цигарите се плаща по-скъпо, отколкото в магазините на улица, на която съперничещите си търговци са един до друг.
- Ценообразуване по базисната точка (Basic point pricing) – цената варира според транспортните разходи, които зависят от отдалечеността от източника на доставката. Тази цена е сходна с недискриминационната цена. Разликата се състои в това, че при недискриминационната цена потребителят знае фабрично-заводската цена и добавката за доставка, докато във втория случай той възприема цената на мястото на продажбата. Горивата са обект на такова определяне на цената.
- Многобазисно ценообразуване – при него цената се променя и увеличава с преминаването на продукта през различни прекупвачи, докато стигне до потребителя. В тази категория попадат пресните храни, като цената, получавана от производителя, е твърде ниска в сравнение с тази, определена от крайния търговец на дребно.

## Ценови модели
Съществуват множество модели, но най-често използвани са следните четири:
- Модел на границата на рентабилността (Break-even model) – определя точката, при която продажбите при дадена цена покриват постоянните и променливи разходи, без да се реализира печалба.
- Модел на пълните разходи (Full-cost model) – при него цената се определя като се изхожда от преките разходи, към които се прибавят проценти за очакваните режийни разходи (overheads) и за печалбата.
- Ценообразуване по пределните (маржиналните) разходи (Marginal cost pricing) – при този ценови модел цената се определя чрез калкулация на влиянието на променливите разходи, които трябва да се възстановят с печалба, при продажба на фиксиран обем продукция, определен от капацитета на производствените мощности. Постоянните разходи тук се игнорират. Този метод се прилага към допълнителни продажби като нощни полети, хотелиерство извън сезона, или летни такси за газ и електричество.
- Пределни разходи – пределна печалба (Marginal cost – marginal revenue model) – зависи от това дали брутните приходи от продажбите ще надвишат разходите. Моделът е насочен към максимизиране на печалбата, като се следят промените в производствените разходи и тяхното отражение върху цената, при нарастване на продажбите.

В действителност ценообразуването се основава на проучване на:
- преобладаващите пазарни условия;
- контрол и възстановяване на разходите;
- реализиране на печалба, покриваща инвестициите и носеща задоволителна чиста печалба.